# Daimús
Daimús – gmina w Hiszpanii, w prowincji Walencja, we wspólnocie autonomicznej Walencja, o powierzchni 3,15 km². W 2011 roku liczyła 3130 mieszkańców.